# Canon EOS 5D
EOS 5D — це 12.8 мегапіксельна цифрова дзеркальна фотокамера виготовлена Canon. EOS 5D було анонсовано 22 серпня 2005 року, за ціною вище за EOS 20D але нижче аніж EOS-1D Mark II та EOS-1Ds Mark II. Камера використовує EF кріплення для об'єктивів.
EOS 5D була першою повноформатною цифровою дзеркальною камерою зі стандартними розмірами корпусу (на відміну від більших, двохватних «професіональних» корпусів). Вона також помітна своєю ціною ($3299 без об'єктива), що встановлювало нову найнижчу ціну для повноформатних цифрових дзеркалок; на той час це був єдиний конкурент для Canon 1Ds Mark II, який коштував вдвоє дорожче.
17 вересня 2008 року було анонсовано наступника камери, Canon EOS 5D Mark II.

## Характеристики

### Сенсор та обробка зображення
5D має повнокадровий (35.8 x 23.9 мм) КМОН-сенсор зі 13.3 мільйонами пікселів (12.7 ефективних мегапікселів) та щільністю 1.5 мегапікселя на квадратний сантиметр. Доступна світлочутливість від 100 до 1600 одиниць ISO, з можливістю поширення до 50-3200 одиниць за допомогою меню.

### Автофокус та експонування
5D має дев'ять точок автофокусу (плюс шість «невидимих поміжних точок» які використовуються тільки в режимі непереривного фокусу) виготовлених у формі ромбу (вісім на гранях плюс одна у центрі). Камера використовує 35 зональне TTL вимірювання експозиції у чотирьох варіантах та компенсацію від −2 EV до +2 EV з кроком у 1/3 EV.

### Затвор
Гарантований ресурс становить 100 000 знімків, затвор здатен працювати з витримкою до 1/8000 сек, з синхронізацією спалаху 1/200 сек.

### Ергономіка

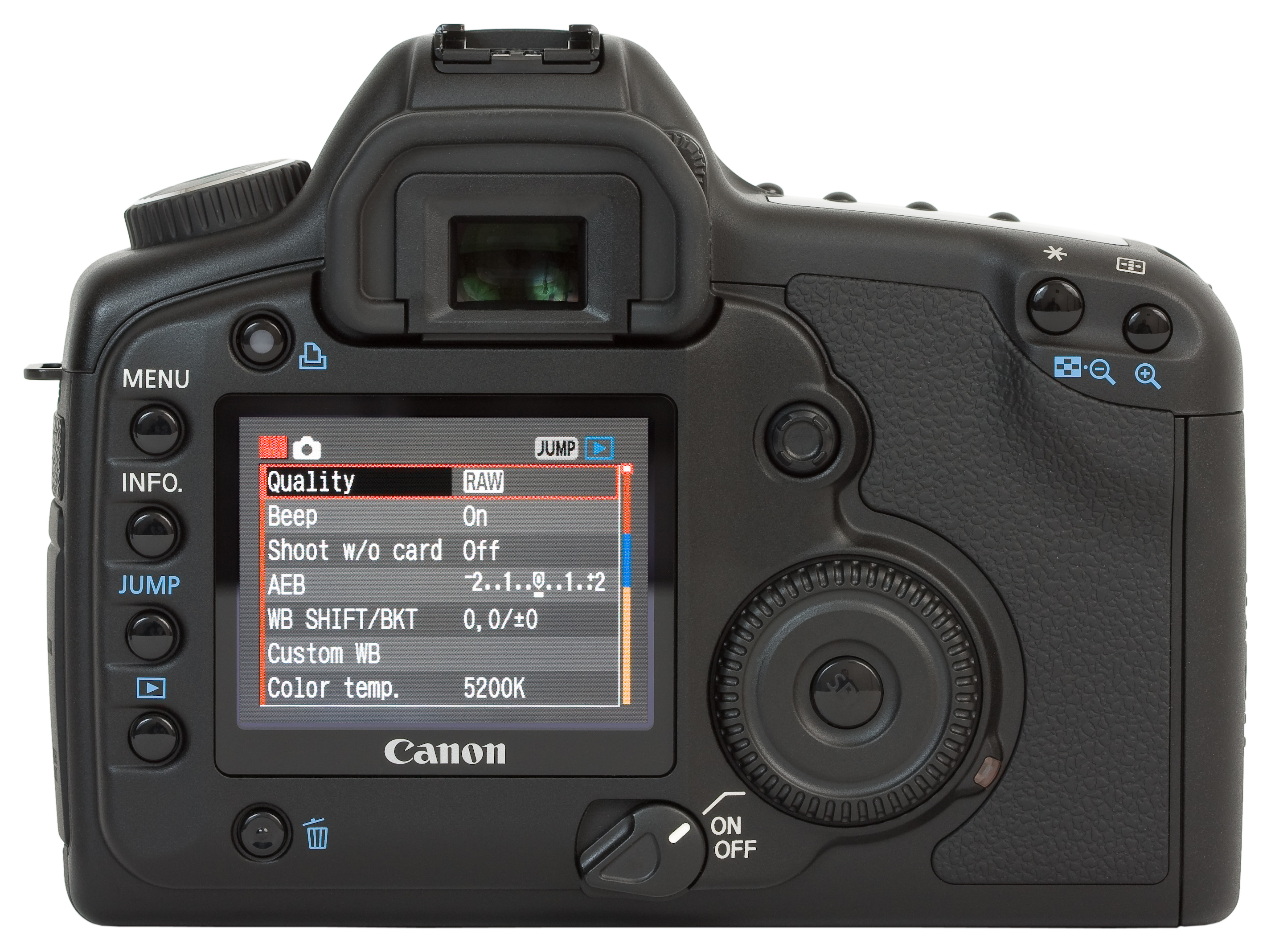
Задня панель Canon EOS 5D

5D має дизайн подібний до 20D, майже всі органи управління ідентичні. Розбіжності включають:
- Значно більший та яскравіший видошукач із приблизним покриттям кадру 96 %.
- Більший, 230,000 піксельний, 2.5» (63 mm) кольоровий рідкокристалічний дисплей

### Швидкість
5D здатен робити до 3 знімків за секунду, з буфером що зберігає до 60 кадрів у форматі JPEG або до 17 кадрів у RAW.

### Розмір та вага
- Розмір: 152 x 113×75 мм
- Вага (без об'єктиву): 895 г

### Нумерація файлів
5D був першим непрофесійним фотоапаратом від Canon де 9 999 зображень зберігалися до однієї теки (що було доступно тільки користувачам серії EOS-1D), на відміну від попередників, у яких зберігалося лише 100 зображень на теку.

### Програмне забезпечення
До комплекту входять такі програми:
- Digital Photo Professional
- ZoomBrowser EX / ImageBrowser
- PhotoStitch
- EOS Utility
- Picture Style Editor